# 吳武雄
吳武雄（1944年—），台灣宜蘭縣人，畢業於臺灣省立花蓮師範學校（今國立東華大學花師教育學院）與國立台灣師範大學教育系，隨後在師大教育研究所獲碩士學位。吳武雄曾任台北市立明道國小、台北市立敦化國中、台北市立永春國中與台北市立建國中學校長。他在1991年敦化國中校長任內獲頒師鐸獎，1994年奉派到永春國中試辦完全中學，首創台灣民歌風格的校歌〈記得這裡的愛最多〉。1999年至2008年在建國中學校長任內大力推行科學教育與資優教育，其任內建中共獲得139面國際科學奧林匹亞競賽獎牌，為全世界累積獎牌數最多的學校。
2008年吳武雄退休，轉任東莞台商子弟學校校務發展委員執行長，其建中校長職務則由蔡炳坤接任。